# 埃默里 (德克薩斯州)
埃默里（英語：Emory）是一個位於美國德克薩斯州雷恩斯縣的城市。根據2010年美國人口普查，該地共人口1338人，而該地的面積約為5.13平方千米。同時該地也是雷恩斯縣的縣治。

## 地理
埃默里的座標為32°52′36″N 95°45′59″W / 32.87667°N 95.76639°W，而該地的平均海拔高度為16米（即479英尺）。